# Villalba del Rey (kommun)
Villalba del Rey är en kommun i Spanien.   Den ligger i provinsen Provincia de Cuenca och regionen Kastilien-La Mancha, i den centrala delen av landet, 90 km öster om huvudstaden Madrid. Antalet invånare är 599. Villalba del Rey ligger vid sjön Pantano de Buendía.